# Desmognathus folkertsi
Espèce
Statut de conservation UICN

 DD  : Données insuffisantes
Desmognathus folkertsi est une espèce d'urodèles de la famille des Plethodontidae.

## Répartition
Cette espèce est endémique des États-Unis. Elle se rencontre dans le comté d'Union en Géorgie et dans le comté de Clay en Caroline du Nord.

## Étymologie
Cette espèce est nommée en l'honneur de George W. Folkerts.

## Publication originale
- Camp, Tilley, Austin & Marshall, 2002 : A new species of black-bellied salamander (genus Desmognathus) from the Appalachian Mountains of northern Georgia. Herpetologica, vol. 58, no 4, p. 471-484.